# Narodni park Vatnajökull
Narodni park Vatnajökull je eden od treh narodnih parkov na Islandiji. Obsega celoten ledenik Vatnajökull in obsežno okolico, ki  vključuje tudi prej samostojna narodna parka Skaftafell na jugozahodu in Jökulsárgljúfur na severu.
Edinstvena lastnost narodnega parka Vatnajökull je predvsem njegova pestrost krajinskih značilnosti: mogočne reke, slapovi, ledeniki in vulkani ter geotermalna aktivnost, ki so ga ustvarili.

## Zgodovina
Narodni park Vatnajökull je bil ustanovljen 7. junija 2008. Park je ob ustanovitvi pokrival površino 12.000 km², z nedavnimi dodatki Lakagígar in Langisjór pa sedaj pokriva 13.600 km² ali 13% Islandije, zaradi česar je to drugi največji narodni park v Evropi za Yugyd Va v Rusiji.

## Geografija in geologija
Vatnajökull je največji evropski ledenik s površino 8100 km². V poprečju je debel 400-600 m, največ pa 950 m. Led pokriva številne gore, doline in planote. Skriva tudi nekaj aktivnih centralnih vulkanov, od katerih je Bárðarbunga največji, Grímsvötn pa najbolj aktiven. Ledeniki se dvignejo najvišje do več kot 2000 m nadmorske višine, najnižje pa sežejo do 300 m pod morsko gladino. Nikjer na Islandiji, z izjemo ledenika Mýrdalsjökull, ne pade več padavin in ne odteče več vode v morje kot na južni strani Vatnajökulla. Trenutno je v Vatnajökullu shranjeno toliko vode, da bi največja islandska reka Ölfusá potrebovala več kot 200 let, da bi odplavila to količino vode v morje.
Ledenik obkrožajo: 
- proti severu visokogorska planota, razdeljena z ledeniškimi rekami, z močnimi tokovi v poletnih mesecih;
- vulkani Askja, Kverkfjöll in Snæfell ter vulkanska mizasta gora Herðubreið;
- velike ledeniške poplave so v preteklosti izdolble kanjon Jökulsárgljúfur na severnih obronkih planote;
- mogočen slap Dettifoss se nahaja v zgornjem koncu tega kanjona, medtem ko zanamive tvorbe na Hljóðaklettar in podkvasto ukrivljeni klifi Ásbyrgi ležijo bolj severno.

Večja mokrišča predstavljajo obsežna območja v bližini ledenika in dlje proti vzhodu, okoli Snæfella. Ta območja so pomemben habitat jelenjadi in malih gosi.
Za južno stran Vatnajökulla so značilni številni veliki in mogočni gorski grebeni iz katerih se ledeniki spuščajo do nižin. Najjužnejši del ledenika obdaja osrednji vulkan Öræfajökull in islandski najvišji vrh Hvannadalshnjúkur. V zavetju ledu, leži poraščena oaza Skaftafell, črn pesek, ki ga je odložila na zahodu reka Skeiðará. Ti peski so večinoma sestavljeni iz pepela, ki je posledica pogostih izbruhov na Grímsvötnu in ki ga do obale prinesejo jökulhlaups ali ledeniške poplave.
Občutna vulkanska aktivnost je značilna tudi kraje zahodnega Vatnajökulla, kjer sta bila dva največja izbruha v zgodovini: Eldgjá leta 934 in Lakagígar v letih 1783-1784. Vonarskarð, severozahodno od ledenika, je barvito geotermalno območje in razvodnica med severno in južno Islandijo.

## Podnebje
Vreme lahko na tako raznolikem in obsežnem področju precej razlikuje.
Padavine v nizko ležečih območjih južno od ledenika Vatnajökull so precejšnje, od 1.000 mm do 3.000 mm na leto. Temperature so v razponu med 10 °C in 20 °C v poletnih mesecih, zime so precej blage, temperatura redko pade pod -10 °C in je pogosto precej nad lediščem.
V gorah in na samem ledu lahko letna količina padavin doseže med 4.000 in 5.000 mm, večinoma v obliki snega. Višina snega na Öræfajökull pozimi doseže med 10 in 15 m. Nekaj snega se stopi, ostalo pa pretvori v led. Ta proces se dogaja povsod nad snežno mejo na ledeniku.
Temperature na južnem delu ledenika so skoraj vedno pod ničlo, v zimskem času lahko dosežejo -20 °C ali -30 °C. Pogosto piha močan veter z nevihtami.
Bolj proti severu ledenika se letna količina padavin zmanjšuje. Severo-vzhodno pade na med 350 in 450 mm na leto, kar je najmanj na Islandiji. Padavine se povečajo bliže severni obali in v nekaterih delih visokogorja, kot je Askja. Temperature lahko padejo precej nizko v jasnem in mirnem vremenu v zimskem času.
Južni veter običajno pomeni malo ali nič padavin na severu, skupaj z višjimi temperaturami. Severni veter prinese oblake s hladnim in vlažnim vremenom na severu države, medtem ko je na jugu je vpliv blažji. Enako velja tudi za zahodni ali jugozahodni veter, ki prinaša toplejše vreme na vzhodu. Nasprotje temu je vzhodni veter, ki prinaša hlad in padavine na vzhodu in suho ter boljše vreme na zahodu Islandije. To je posledica pojava fena. Temperaturna razlika je lahko 10 °C ali več.

## Organizacija parka
Narodni park Vatnajökull je razdeljen na štiri enote, ki so pomembne na svojem področju.
Severno območje sestavljajo severozahodni del ledenika Vatnajökull, kaldera Askja z okolico, kanjon Jökulsárgljúfur in sel struge Jökulsá á Fjöllum. Center za obiskovalce in kamp se nahajajo v kraju Ásbyrgi. Sem sodi tudi kamp Vesturdalur.
Vzhodno območje obsega gore Kverkfjöll in severovzhodni del ledenika Vatnajökull, prostranstva Snæfellsöræfi. Center za obiskovalce se nahaja v kraju Skriðuklaustur.
Južno območje se razteza po jugovzhodnem delu ledenika Vatnajökull, gore Lómagnúpur na zahodu do Lon in Lónsöræfi na vzhodu. Center za obiskovalce in kamp se nahaja v kraju Skaftafell. Informacijske centre v sodelovanju z narodnim parkom vodijo v Höfn, Hoffell, Hólmur in Skálafell.
Zahodno območje se razprostira na jugozahodnem delu ledenika Vatnajökull in veliko območje izven ledenika kamor sodijo kraterji Lakagígar in Langisjór. Informacijski center se nahaja v kraju Kirkjubæjarklaustur, ki je z narodnim parkom tesno povezan.
Center za obiskovalce v Skaftafell je odprt skozi vse leto. Centri za obiskovalce v Ásbyrgi in Skriðuklaustur so odprti od začetka maja do konca septembra, v zimskem času po dogovoru. Večina gorskega območja narodnega parka je v zimskem času nedostopna.
Park nadzorujejo parkovni nadzorniki, ki zagotavljajo tudi izobraževaje in vodenje v visokogorskih predelih parka. Visokogorske ceste se odprejo sredi junija in z zadnjimi nadzorniki zapirajo konec septembra.
Poleti nadzorniki organizirajo kratke sprehode po parku s poudarkom na naravnih znamenitostih predvsem v Ásbyrgi in Skaftafellu. V gorah pa večina nadzornikov ponuja dnevne interpretativne sprehode od začetka julija do sredine avgusta.